# Hookeriopsis diffusa
Hookeriopsis diffusa là một loài Rêu trong họ Hookeriaceae. Loài này được (Wilson ex Mitt.) A. Jaeger mô tả khoa học đầu tiên năm 1877.